# Błonie (Sępopol)
Błonie (deutsch Blunken) ist ein Ort in der polnischen Woiwodschaft Ermland-Masuren. Er gehört zur Gmina Sępopol (Stadt- und Landgemeinde Schippenbeil) im Powiat Bartoszycki (Kreis Bartenstein).

## Geographische Lage
Błonie liegt in der nördlichen Mitte der Woiwodschaft Ermland-Masuren, 19 Kilometer nordöstlich der Kreisstadt Bartoszyce (deutsch Bartenstein).

## Geschichte
Die Handfeste für das Vorwerk Blunken ist auf das Jahr 1404 datiert. Bis 1945 war es in den Gutsbezirk bzw. in die Landgemeinde Massaunen (polnisch Masuny) im ostpreußischen Kreis Friedland, ab 1927 Kreis Bartenstein, integriert.
Blunken wurde im Jahre 1874 in den neu errichteten Amtsbezirk Romsdorf (polnisch Romankowo) eingegliedert. eingegliedert. Im Jahre 1905 zählte Blunken 45 Einwohner.
Als in Kriegsfolge 1945 das gesamte südliche Ostpreußen an Polen fiel, erhielt Blunken die polnische Namensforem „Błonie“. Der kleine Ort wird heute offiziell nicht mehr erwähnt und scheint in der Gemeinde Masuny (Massaunen) aufgegangen zu sein. Er gehört zur Stadt- und Landgemeinde Sępopol (Schippenbeil) im Powiat Bartoszycki (Kreis Bartenstein), von 1975 bis 1998 der Woiwodschaft Olsztyn, seither der Woiwodschaft Ermland-Masuren zugehörig.

## Kirche
Bis 1945 war Blunken in die evangelische Kirche Schippenbeil (polnisch Sępopol) in der Kirchenprovinz Ostpreußen der Kirche der Altpreußischen Union, außerdem in die römisch-katholische Kirche St. Bruno in Bartenstein (polnisch Bartoszyce) im Bistum Ermland eingepfarrt.
Heute gehört Błonie zur katholischen Pfarrei in Sępopol im Erzbistum Ermland sowie zur evangelischen Kirche in Bartoszyce, einer Filialkirche von Kętrzyn (Rastenburg) in der Diözese Masuren der Evangelisch-Augsburgischen Kirche in Polen.

## Verkehr
Błonie liegt an einer Nebenstraße, die von Sępopol über Dzietrzychowo (Dietrichsdorf) nach Gierkiny (Gerkiehnen) führt und vor 1945 weiter bis nach Gerdauen (heute russisch Schelesnodoroschny) an der deutschen Reichsstraße 131, heute russische Fernstraße 27A-083 (ex A196), verlief.
Eine Anbindung an den Bahnverkehr besteht nicht.